# Tipula albimacula
Tipula albimacula är en tvåvingeart som beskrevs av Doane 1912. Tipula albimacula ingår i släktet Tipula och familjen storharkrankar. Inga underarter finns listade i Catalogue of Life.